# Gladiolus vinosomaculatus
Gladiolus vinosomaculatus là một loài thực vật có hoa trong họ Diên vĩ. Loài này được Kies miêu tả khoa học đầu tiên năm 1952.